# Архиепархия Юкатана
Архиепархия Юкатана (лат. Archidioecesis Yucatanensis) — архиепархия Римско-католической церкви с центром в городе Мерида, Мексика. В митрополию Юкатана входят епархии Кампече, Табаско и Территориальная прелатура Канкун-Четумаля. Кафедральным собором архиепархии Юкатана является церковь святого Ильдефонса.

## История
Первой католической епархией на полуострове Юкатан была епархия Кароленсе. Эта епархия была образована 24 января 1518 года буллой Sacri apostolatus ministerio Римского папы Льва X. Епархия Кароленсе входила в митрополию Валенсии, Испания. C 13 октября кафедра епархии Кароленсе находилась в городе Тласкала-де-Хикотенкатль, с 6 июня 1543 года — в городе Пуэбла-де-Сарагоса.
19 ноября 1561 года Святой Престол переименовал епархию Кароленсе в епархию Юкатана, присоединив к ней часть территории архиепархии Пуэблы. Новообразованная католическая епархия была присоединена к митрополии Мехико.
В следующие годы епархия Юкатана передала часть своей территории новым церковным структурам:
- 25 мая 1880 года — епархии Табаско;
- 23 июня 1891 года — епархии Антекера;
- 24 марта 1895 года — епархии Кампече;
- 23 мая 1970 года — Территориальной прелатуре Четумаль (сегодня — Территориальная прелатура Канкун-Четумаля).

11 ноября 1906 года епархия Юкатана была возведена в ранг архиепархии.

## Ординарии архиепархии
- епископ Франсиско де Тораль (19.11.1561 — 20.04.1571)
- епископ Диего де Ланда  (17.10.1572 — 29.04.1579)
- епископ Gregorio de Montalvo Olivera (15.12.1580 — 16.11.1587)
- епископ Juan de Izquierdo (13.06.1590 — 17.11.1602)
- епископ Diego Vázquez de Mercado (5.11.1603 — 28.03.1608) — назначен архиепископом Манилы
- епископ Gonzalo de Salazar (2.06.1608 — 3.08.1636)
- епископ Juan Alonso y Ocón (14.06.1638 — 31.08.1643)
- епископ Andrés Fernandez de Ipenza (5.10.1643 — 24.10.1643)
- епископ Marcos de Torres y Rueda (12.05.1644 — 22.04.1649)
- епископ Domingo de Villaescusa y Ramírez de Arellano (2.12.1651 — 2.07.1652)
- епископ Luís de Cifuentes y Sotomayor (11.11.1657 — 18.05.1676)
- епископ Juan de Escalante Turcios y Mendoza (20.03.1677 — 31.05.1681)
- епископ Juan Cano Sandoval (17.12.1682 — 20.02.1695)
- епископ Antonio de Arrigaga y Agüero (18.04.1696 — 24.11.1698)
- епископ Pedro de los Reyes Ríos de la Madrid (11.03.1700 — 6.01.1714)
- епископ Juan Leandro Gómez de Parada Valdez y Mendoza (7.12.1715 — 14.12.1728) — назначен епископом Гватемалы
- епископ Juan Ignacio de Castorena y Ursúa y Goyeneche (6.07.1729 — 13.07.1733)
- епископ Francisco Pablo Matos Coronado (1734 — 2.01.1741)
- епископ Mateo de Zamora y Penagos (6.03.1741 — 9.08.1744)
- епископ Francisco de San Buenaventura Martínez de Tejada y Díez de Velasco (23.08.1745 — 20.12.1751) — назначен епископом Гвадалахары
- епископ Juan José de Eguiara y Eguren (24.01.1752 — 6.07.1752)
- епископ Ignacio Padilla Estrada (28.05.1753 — 20.07.1760)
- епископ Antonio Alcalde y Barriga (25.01.1762 — 19.08.1771) — назначен епископом Гвадалахары
- епископ Deigo Bernardo de Peredo y Navarrete (22.06.1772 — 21.03.1774)
- епископ Antonio Caballero y Góngora (11.09.1775 — 14.12.1778) — назначен архиепископом Сантафе и Нуэва-Гранады
- епископ Luis Tomás Esteban de Piña y Mazo (12.07.1779 — 22.11.1795)
- епископ Pedro Agustín Estévez y Ugarte (24.07.1797 — 8.05.1827)
- епископ José María Guerra y Rodríguez Correa (17.12.1832 — 3.02.1863)
- епископ Leandro Rodríguez de la Gala y Enríquez (22.06.1868 — 15.02.1887)
- епископ Crescencio Carrillo y Ancona (15.02.1887 — 19.03.1897)
- епископ José Guadalupe de Jesús de Alba y Franco(28.12.1898 — 14.10.1899)
- архиепископ Martín Tritschler y Córdoba (28.07.1900 — 20.06.1941)
- архиепископ Fernando Ruiz y Solózarno (22.01.1944 — 15.05.1969)
- епископ Manuel Castro Ruiz (20.09.1969 — 15.03.1995)
- архиепископ Emilio Carlos Berlie Belaunzarán (15.03.1995 — по настоящее время)

## Источник
- Annuario Pontificio, Libreria Editrice Vaticana, Città del Vaticano, 2003, ISBN 88-209-7422-3